# Suffragette – Taten statt Worte
Suffragette – Taten statt Worte (Originaltitel: Suffragette) ist ein britisches Drama der Regisseurin Sarah Gavron aus dem Jahr 2015. Der Film thematisiert einen Höhepunkt der Frauenbewegung in Großbritannien. Er lief am 4. Februar 2016 in den deutschen Kinos an. Seit 16. Juni 2016 ist der Film als DVD, Blu-ray und VoD in Deutschland erhältlich.

## Handlung
Maud Watts, eine 24-jährige verheiratete Wäscherin und Mutter eines Sohnes, gerät 1912 über eine Kollegin in Kontakt mit der Suffragettenbewegung. Alice Haughton ermuntert Maud, als Zeugin vor einem parlamentarischen Untersuchungsausschuss auszusagen, der unter dem Vorsitz des britischen Schatzkanzlers David Lloyd George die Möglichkeit der Einführung des Frauenwahlrechts erörtert. Bei der für die Frauen enttäuschend verlaufenden Verkündigung der Entscheidung des Ausschusses wird ihre Demonstration gewaltsam aufgelöst und Maud verhaftet. Wieder in Freiheit, verspricht sie ihrem Mann Sonny, sich zukünftig von den Suffragetten fernzuhalten.
Sie geht trotzdem zu einer Veranstaltung, bei der die intellektuelle Anführerin der Bewegung Emmeline Pankhurst eine Rede hält. Dort wird Maud erneut festgenommen und von der Polizei bei Sonny abgeliefert, der sie daraufhin aus dem Familienhaus hinauswirft. Die Polizei veröffentlicht die Bilder der Suffragetten in den Zeitungen, daraufhin wird Maud von ihrem Arbeitgeber fristlos entlassen. Versuche von Inspektor Steed, sie als Agentin anzuwerben, weist sie zurück. Sie versucht mehrfach heimlich, ihren Sohn zu sehen, wird jedoch von Sonny daran gehindert. Als Sonny mit dem Jungen alleine nicht zurechtkommt, gibt er ihn gegen Mauds Widerstand zur Adoption frei.
Die Versuche der Suffragetten, die Zeitungen zu zwingen, sie nicht länger zu ignorieren, führen zu Bombenanschlägen auf Briefkästen und auf das noch leerstehende neue Haus von Lloyd George. Maud und weitere Suffragetten werden festgenommen und kommen ins Gefängnis. Um auf ihre Situation aufmerksam zu machen, protestieren sie mit Hungerstreiks. Die Obrigkeit reagiert darauf zunächst mit Zwangsernährung und erlässt später, als sich bei einigen Frauen ernsthafte Gesundheitsstörungen einstellen, ein neues Gesetz, wonach hungerstreikende Gefangene zunächst freigelassen werden können, um sie nach ihrer Gesundung erneut zu verhaften.
Als es ihnen nicht gelingt, mit ihrem Anliegen an die breite Öffentlichkeit durchzudringen, entschließen sich die Frauen, bei einem der gesellschaftlichen Höhepunkte des Jahres, dem Epsom Derby im Beisein von König Georg V., vor laufenden Kameras ein Transparent zu entrollen. Nur Maud und Emily Davison erreichen das Derby. Der Zutritt zum Bereich des Königs wird ihnen verwehrt. Kurzentschlossen läuft Emily mit dem Transparent auf die Rennbahn – und wird vom Pferd des Königs tödlich verletzt. Erst jetzt erhält die Suffragettenbewegung die Aufmerksamkeit der Presse, Emily wird zur Märtyrerin der Bewegung. Der Film endet mit historischen Schwarzweiß-Bildern von der Beisetzung Emily Davisons, anschließend erscheinen Einblendungen über die Chronologie der Einführung des Frauenwahlrechts in Großbritannien und in weiteren Ländern.

## Hintergrund
Der Film zeigt die Geschichte mutiger Frauen, die um vieles kämpften, was heute selbstverständlich ist, wie das Wahlrecht oder das Rauchen auf öffentlichen Plätzen.
Im Vordergrund stehen Würde und Selbstbestimmung sowie gerechte Bezahlung und bessere Arbeitsbedingungen. In der Geschichte des Feminismus ist die Einführung des Wahlrechts für Frauen 1918 in Deutschland ein Meilenstein.

## Rezeption
Der Film konnte auf Rotten Tomatoes 73 % der Kritiker überzeugen. Auf Metacritic erzielte er einen Score von 64. Der Filmdienst schrieb: „Das politische Engagement der Suffragetten bildet den Kern des überzeugend gespielten Spielfilms, der inszenatorisch geschickt die Auswirkungen der gesellschaftlichen Benachteiligung wie des militanten Aktivismus auf Individualität und Privatleben der unterdrückten Frauen in den Mittelpunkt rückt.“

## Auszeichnungen (Auswahl)

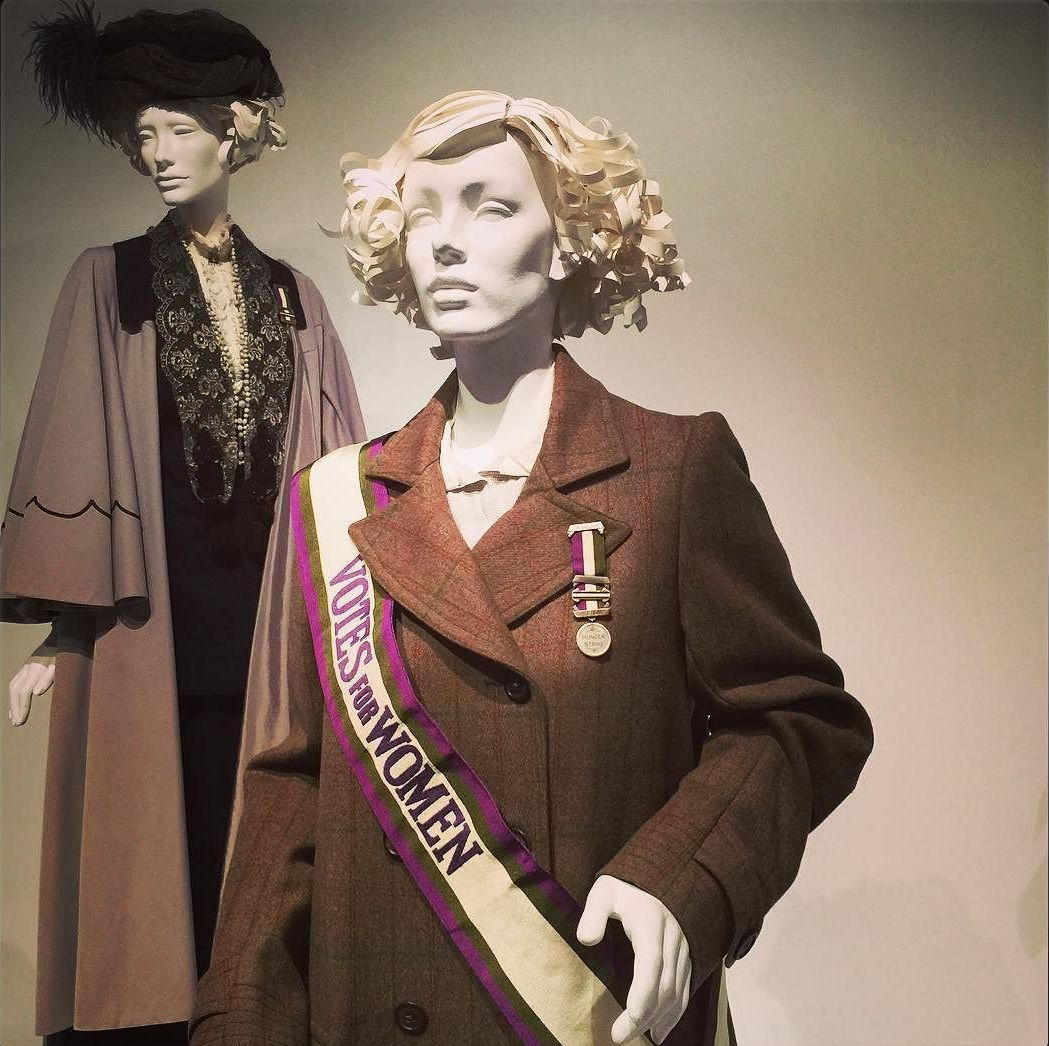
Ein Kostüm aus dem Film, ausgestellt im Rahmen der 24. Annual Art of Motion Picture Costume Design in Los Angeles

- British Independent Film Awards 2015, Bester Nebendarsteller: Brendan Gleeson
- Nominiert British Independent Film Awards 2015, Beste Darstellerin: Carey Mulligan
- Nominiert British Independent Film Awards 2015, Beste Nebendarstellerin: Anne-Marie Duff
- Nominiert British Independent Film Awards 2015, Beste Nebendarstellerin: Helena Bonham Carter
- Hamptons International Film Festival, Tangerine Entertainment Juice Award: Sarah Gavron
- Hollywood Film Awards, Darstellerin des Jahres für Carey Mulligan
- Mill Valley Film Festival, Publikumspreis, Mind the Gap: Sarah Gavron
- Alliance of Women Film Journalists 2016 – Nominiert für die beste Regie: Sarah Gavron
- London Critics Circle Film Awards 2016 – Nominiert Beste Darstellerin: Carey Mulligan
- Satellite Awards 2015 – Nominiert Beste Darstellerin: Carey Mulligan
- Satellite Awards 2015 – Nominiert Bestes Drehbuch: Abi Morgan
- Europäischer Filmpreis 2016 – Jurypreis Bestes Szenenbild: Alice Normington